# Ibrahima Fofana
Ibrahima Breze Fofana (Conakry, 15 augustus 2002) is een Guinees voetballer die sinds 2020 uitkomt voor Club Brugge.

## Clubcarrière
Fofana maakte in september 2020 de overstap van Diamants de Guinee naar Club Brugge. Daar werd hij aanvankelijk bij de beloften ondergebracht. Op 20 november 2020 speelde hij zijn eerste officiële wedstrijd voor Club NXT, het beloftenelftal van Club Brugge dat in het seizoen 2020/21 in Eerste klasse B uitkwam: op de elfde competitiespeeldag kreeg hij een basisplaats tegen Lierse Kempenzonen. Fofana speelde dat seizoen negen competitiewedstrijden in Eerste klasse B.

## Clubstatistieken
| Seizoen         | Club            | Land            | Competitie      | Competitie | Competitie | Beker | Beker | Supercup | Supercup | Europees | Europees | Totaal | Totaal |
| Seizoen         | Club            | Land            | Competitie      | Wed.       | Dlp.       | Wed.  | Dlp.  | Wed.     | Dlp.     | Wed.     | Dlp.     | Wed.   | Dlp.   |
| --------------- | --------------- | --------------- | --------------- | ---------- | ---------- | ----- | ----- | -------- | -------- | -------- | -------- | ------ | ------ |
| 2020/21         | Club NXT        | Vlag van België | Eerste klasse B | 9          | 0          | —     | —     | —        | —        | —        | —        | 9      | 0      |
| Carrière totaal | Carrière totaal | Carrière totaal | Carrière totaal | 9          | 0          | 0     | 0     | 0        | 0        | 0        | 0        | 9      | 0      |

Bijgewerkt op 24 augustus 2021.